# Keith Devlin
Keith J. Devlin (16 de março de 1947) é um matemático e escritor científico britânico.